# キエザヌオーヴァ (サンマリノ)
キエザヌオーヴァ（イタリア語: Chiesanuova）は、サンマリノのカステッロ（コムーネ）。面積5.46平方キロ、人口1029人（2006年）。

## 地理
サンマリノのサンマリノ市とフィオレンティーノ、ならびにイタリアのサッソフェルトリオ、ヴェルッキオ、サン・レーオに隣接する。

## 歴史
中世、この地にはブジニャーノ城があり、1320年、住民はサンマリノへの編入を決めた。キエザヌオーヴァの名はクルテのサン・ジョヴァンニ・バティスタ教会（現存せず）が再建されたころの16世紀にさかのぼる。

## 教区
カラディーノ (Caladino) 、コンフィーネ (Confine) 、ガラヴォット (Galavotto) 、モラリーニ (Molarini) 、ポッジョ・カザリーノ (Poggio Casalino) 、ポッジョ・キエザヌオーヴァ (Poggio Chiesanuova) 、テリオ (Teglio) の7教区が置かれている。